# Hương thầm
"Hương thầm" là một tác phẩm thơ do nhà thơ Phan Thị Thanh Nhàn sáng tác năm 1969; bài thơ này sau đó đã được nhạc sĩ Vũ Hoàng phổ nhạc thành bài hát cùng tên vào năm 1984.
Bài thơ "Hương thầm" được viết trong hoàn cảnh người em trai của bà là Phan Hữu Khải lên đường nhập ngũ. Bài thơ này sau đó được gửi tham dự cuộc thi thơ của tuần báo Văn nghệ và giành giải Nhì. Bài thơ cũng đã được ngâm và phát trên sóng Đài Tiếng nói Việt Nam, được đưa vào sách giáo khoa và được khắc bia đá tại nghĩa trang liệt sĩ huyện A Lưới, thành phố Huế. Bài hát "Hương thầm" được phổ nhạc từ bài thơ này đã được ca sĩ Bảo Yến trình bày thành công.
"Hương thầm" là một trong các tác phẩm giúp nhà thơ Phan Thị Thanh Nhàn đoạt Giải thưởng Nhà nước về văn học nghệ thuật năm 2007.

## Hoàn cảnh sáng tác
Theo tác giả Phan Thị Thanh Nhàn, bài thơ "Hương thầm" được bà sáng tác vào mùa hoa bưởi năm 1969. Thời điểm này, nhà bà ở đê Yên Phụ (Hà Nội), trong sân có cây bưởi, đến mùa xuân là thời điểm hoa bưởi nở hoa. Phan Thị Thanh Nhàn có người em trai thứ ba tên Phan Hữu Khải, vào cuối năm 1968 đã lên đường nhập ngũ. Phan Hữu Khải có cô bạn hàng xóm thường qua nhà chơi. Trước ngày lên đường nhập ngũ, cô bạn này sang chia tay, trong đó cầm một chùm hoa bưởi giấu trong chiếc khăn tay. Hai người ngồi dưới tán cây bưởi, ngồi cạnh nhau và không nói gì với nhau. Từ đó, Phan Thị Thanh Nhàn đã sáng tác bài thơ "Hương thầm".
Bài thơ của Phan Thị Thanh Nhàn sau đó đã được gửi tham dự cuộc thi thơ của Tuần báo Văn nghệ. Năm năm sau, bài thơ được Thanh Phúc phổ nhạc, một vài người đã hát, nhưng không được nhiều khán giả biết tới. Đến năm 1984, nhạc sĩ Vũ Hoàng trong một ngày trời mưa, tâm trạng buồn, ông cầm tờ báo để đọc thì thấy bài thơ "Hương thầm" và ngay lập tức đã phổ nhạc. Vũ Hoàng đã sử dụng hầu hết các câu thơ cũng như ý thơ trong bài để sáng tác bài hát.

## Đón nhận và phổ biến
"Hương thầm" đã được Linh Nhâm ngâm và phát trên sóng Đài Tiếng nói Việt Nam. Bản ngâm được cho là đã lay động hàng triệu thanh niên, được phát ra tiền phương. Khi ra trận, có lần nghe được bài thơ này trên sóng đài, Phan Hữu Khải, em trai nhà thơ, đã viết thư gửi về cho nhà thơ Phan Thị Thanh Nhàn về bài thơ này và bày tỏ sự xao xuyến, bồi hồi. Nhưng khi nhà thơ chưa kịp hồi âm để nói đây là bài thơ mình tặng em, thì Phan Hữu Khải đã tử trận ở A Lưới.
Bài thơ "Hương thầm" đã từng được đưa vào sách giáo khoa phổ thông ở Việt Nam. Vào năm 2014, gia đình cựu Trung tướng Phan Hữu Tuấn đã dựng tấm bia đá nặng hơn 22 tấn, có khắc bài thơ "Hương thầm" và đặt tại nghĩa trang liệt sĩ huyện A Lưới.
Bài hát "Hương thầm" khi sáng tác đã được nhiều ca sĩ thể hiện, người được cho là đã thể hiện thành công nhất ca khúc là ca sĩ Bảo Yến. Đây là một trong những nhạc phẩm giúp Bảo Yên được biết đến rộng rãi. Đến năm 1995, nhạc sĩ Vũ Hoàng mới được gặp nhà thơ Phan Thị Thanh Nhàn, tác giả bài thơ đã được ông phổ nhạc. Có trường hợp ca sĩ hát sai lời ca khúc "Hương thầm", ở câu "Cây bưởi sau nhà ngan ngát hương đưa", chữ "hương đưa" bị hát thành "hương thơm".

## Vinh danh
Trong cuộc thi thơ năm 1969–1970 của tuần báo Văn nghệ, bài thơ "Hương thầm" cùng với bài "Xóm đê" của Phan Thị Thanh Nhàn đã đoạt giải nhì. Năm 2007, tập thơ "Hương thầm" là một trong các tác phẩm đã giúp Phan Thị Thanh Nhàn được nhận Giải thưởng Nhà nước về văn học nghệ thuật.